# 特拉库尼亚埃姆
特拉库尼亚埃姆是巴西伯南布哥州的一个市镇。总面积141.67平方公里，总人口12736人，人口密度89.9人/平方公里。